# Дизельний сажовий фільтр
Дизельний сажовий фільтр або фільтр дизельної сажі — пристрій, що встановлюється у випускній системі автомобілів з дизельними двигунами для зменшення викидів частинок сажі у вихлопних газах. В сучасній зарубіжній технічній літературі часто пишеться у вигляді абревіатури DPF (англ. Diesel particulate filter; нім. Dieselrußpartikelfilter) або FAP (фр. Filtre a Particules).

## Загальні положення
У дизельному двигуні сажа утворюється при неповному згорянні палива. Частинки сажі мають розмір від 10 нм до 1 мкм. Кожна частка складається з вуглецевого ядра, з яким з'єднані вуглеводні, оксиди металів, сірка і вода. Конкретний склад сажі визначається режимом роботи двигуна і складом палива.
У випускній системі фільтр сажі розташовується за каталітичним нейтралізатором. У ряді конструкцій сажовий фільтр об'єднується з каталітичним нейтралізатором окиснювального типу і розташовується відразу за випускним колектором там, де температура відпрацьованих газів є максимальною. Його називають сажовим фільтром з каталітичним покриттям (використовується на автомобілях концерну Volkswagen).

## Використання в автомобілях
Одним з перших у Європі запровадив фільтр Даймлер-Бенц — на моделі Mercedes S-класу в 1985 р.
Але масово та серійно обладнувати таким фільтром свої легкові автомобілі першою почала в 2000 році фірма «Пежо» — модель Peugeot 607. Після цього й інші автобудівні концерни почали серійно обладнувати авто з дизельними двигунами антисажовими фільтрами. З уведенням норм Евро-5 у січні 2011 року застосування сажового фільтра на легкових автомобілях з дизельними двигунами є обов'язковим.
У деяких країнах Європи законодавство приписує також і будівельні позашляхові машини обладнувати сажовими фільтрами.
У США існує рух rolling coal, учасники якого модифікують власні автомобілі з дизельним двигуном для того, щоб вони випускали у повітря густий чорний дим з сажею. Одним із шляхів досягнення такого ефекту є демонтаж фільтрів.

## Фотогалерея

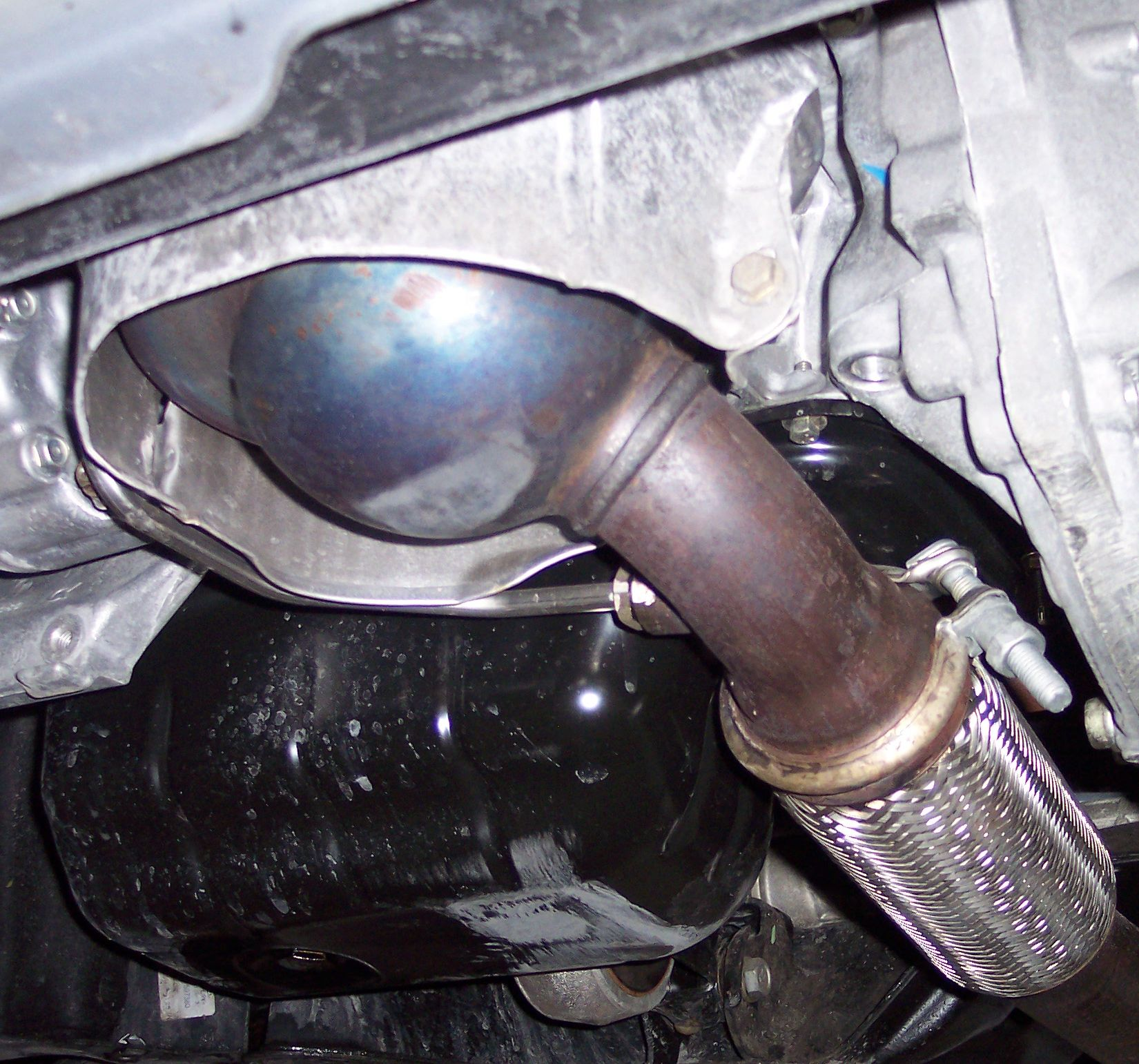
Серійний ДСФ в легковому Peugeot
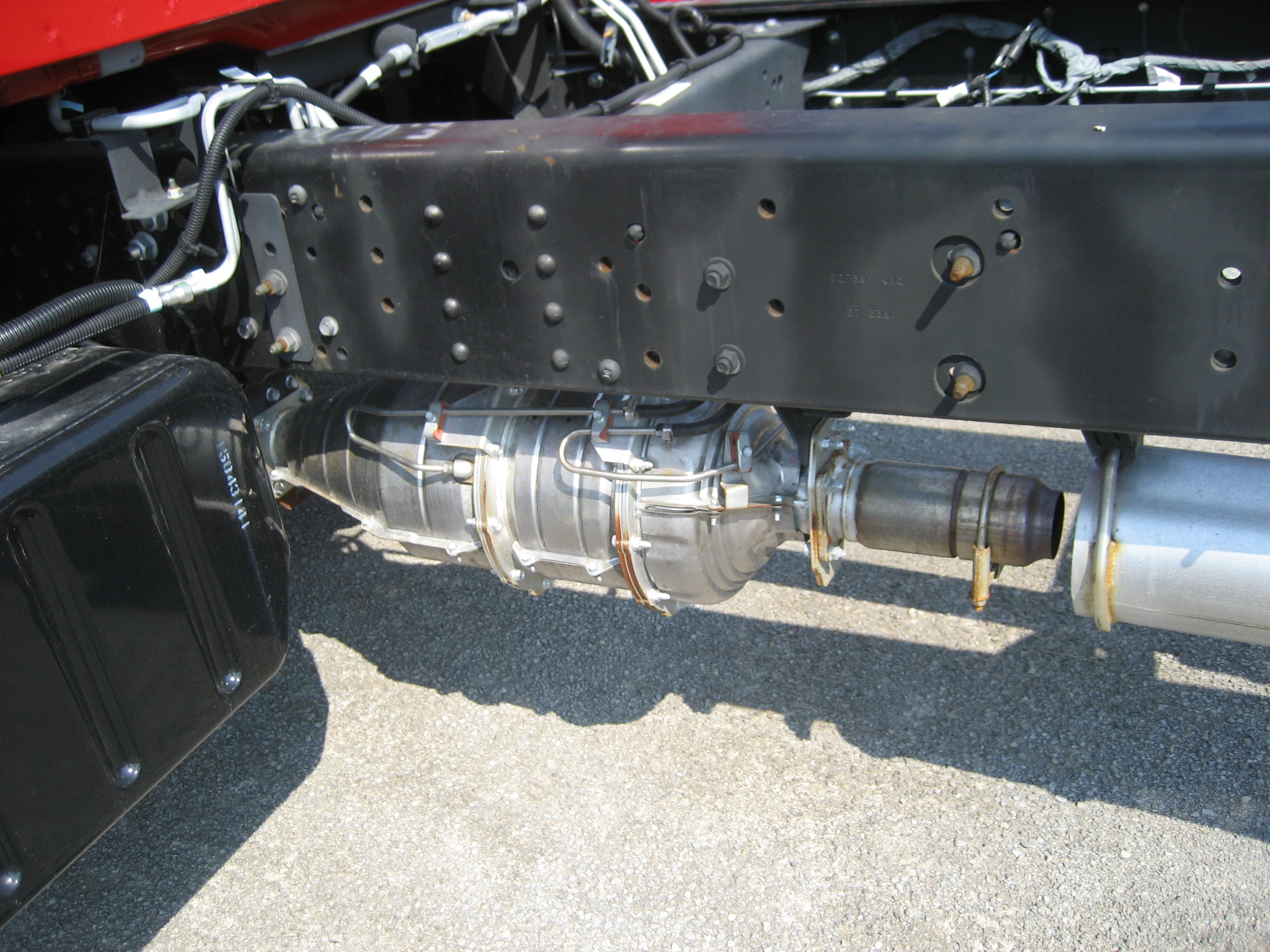
Фільтр вантажівки Isuzu-GM
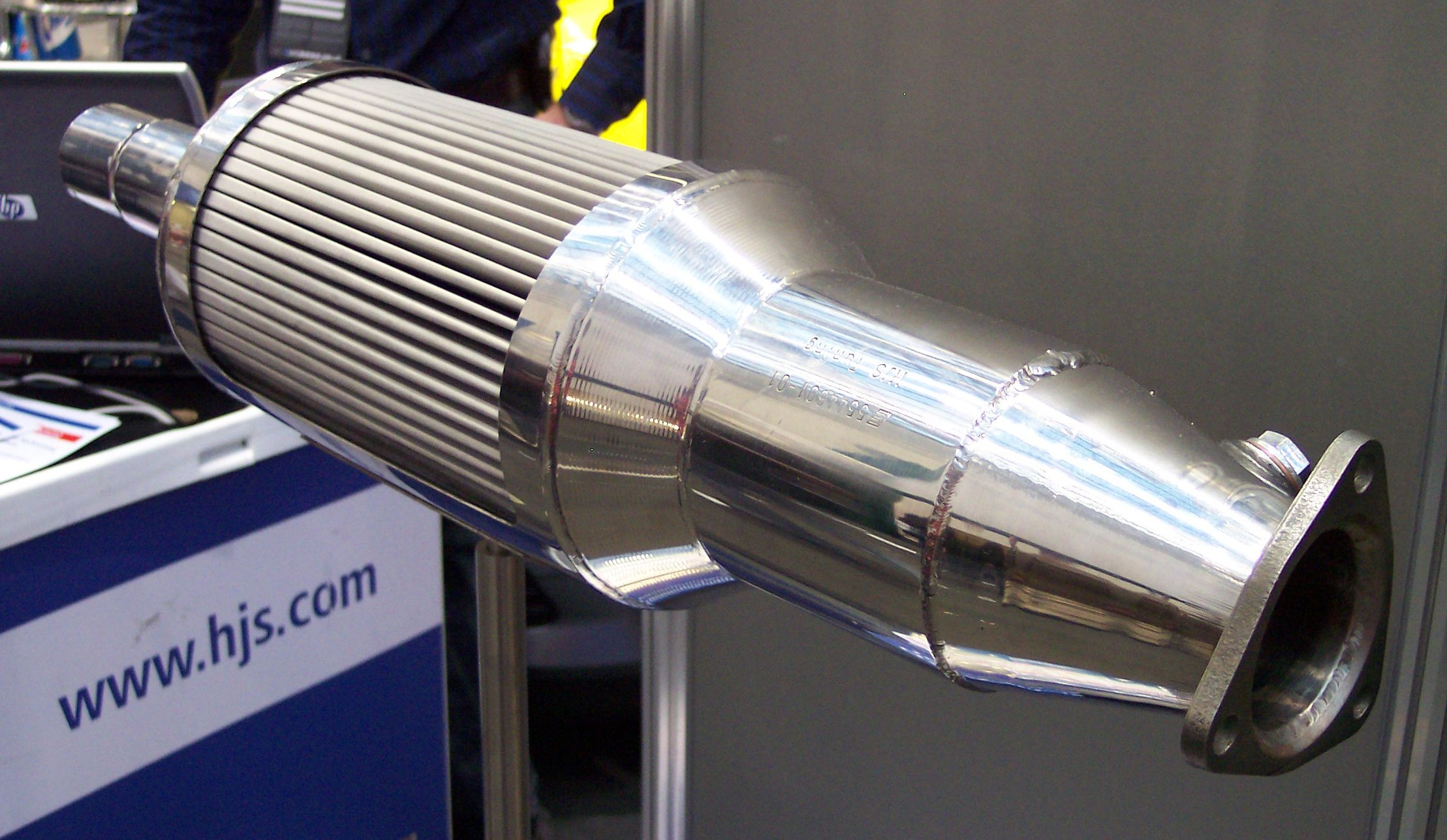
Фільтр для додаткового устаткування